# インディアン座アルファ星
インディアン座α星 (α Ind, α Indi) は、インディアン座にある3等星で、インディアン座で最も明るい恒星である。

## 物理的特性
橙色巨星で、それぞれ赤色矮星と思われる12等星と14等星の伴星と連星系を形成している。
既にヘリウム燃焼過程を迎えており、中心部ではトリプルアルファ反応及びアルファ反応により、ヘリウムから炭素や酸素が生じていると考えられている。

## 名称
バイエル符号はα Indi（略称はα Ind）。国際天文学連合 (IAU) に認証された固有名はない。
17世紀にイエズス会の宣教師によって作られた星図でインディアン座の領域が波斯 (ペルシャ) とされたことからペルシアン (Persian) と呼ばれることもあった。明末期の崇禎帝の時世にイエズス会士アダム・シャール (湯若望) が徐光啓らとともに編纂した天文書 『崇禎暦書』 (1631-35年) において、現在のインディアン座とぼうえんきょう座の領域に「波斯」という星官が設けられている。